# Cervecería Potosina
Cervecería Potosina er et af de få bryggerier i Bolivia. Bryggeriet er beliggende i verdens højest beliggende by Potosí. Bryggeriet producerer kun to øl: lavalkoholøllen Maltina og pilsnerøllen Potosína Pilsener.
| Firma | Spire Denne artikel om et firma eller en virksomhed er en spire som bør udbygges. Du er velkommen til at hjælpe Wikipedia ved at udvide den. |